# ソスノヴィエツ
ソスノヴィエツ（Sosnowiec [sɔsˈnɔvjɛts] ( 音声ファイル)、ドイツ語名：Sosnowitz  [ˈzɔsnovɪt͜s]ゾスノヴィッツ）はポーランド南部のシロンスク県にある都市。カトヴィツェの北東にある。近隣の町村が合併して1902年に市となった。ヴィスワ川が流れている。

## 姉妹都市
- レ・ミュロー、フランス
- ルーベ、フランス
- スチャヴァ、ルーマニア
- コマーロム、ハンガリー

## スポーツ
- ザグウェンビェ・ソスノヴィエツ - サッカークラブ